# Moncheaux-lès-Frévent
Moncheaux-lès-Frévent település Franciaországban, Pas-de-Calais megyében. Lakosainak száma 137 fő (2022. január 1.). Moncheaux-lès-Frévent Neuville-au-Cornet, Buneville, Houvin-Houvigneul, Monts-en-Ternois és Sibiville községekkel határos.

## Népesség
A település népességének változása:
| Lakosok száma | 116  | 122  | 130  | 139  | 141  | 144  | 146  | 142  | 137  |
|               | 2013 | 2015 | 2016 | 2017 | 2018 | 2019 | 2020 | 2021 | 2022 |